# Blaise Vezian de Saint-André
Blaise Isaac François Gilles Vezian de Saint-André est un homme politique français né le 9 novembre 1780 et mort à une date inconnue.

## Biographie
Ultra-royaliste, il est député de la Haute-Garonne de juillet à septembre 1830. Il refuse de prêter serment à la Monarchie de Juillet et est déclaré démissionnaire.

## Sources
- « Blaise Vezian de Saint-André », dans Adolphe Robert et Gaston Cougny, Dictionnaire des parlementaires français, Edgar Bourloton, 1889-1891 [détail de l’édition]